# Брчко (город)
Брчко — город в округе Брчко, Республика Босния и Герцеговина.
Город расположен на реке Сава.

## Население
Численность населения города по данным переписи 2013 года составила 43 859 человек.
До Боснийской войны в городе жили представители разных национальностей. Из-за этнических чисток большинство хорватов и боснийских мусульман бежало из города.
Этнический состав населения города по переписи 1991 года:
- боснийские мусульмане — 22 994 (55,53 %);
- сербы — 8253 (19,93 %);
- югославы — 5211 (12,59 %);
- хорваты — 2894 (6,99 %);
- другие — 2054 (4,96 %).

Всего: 41 406 чел.

## Образование
В городе работает Экономический факультет Университета Источно-Сараево.

## Города-побратимы
- Самсун
- Сент-Луис